# Schwanzfleck-Moenkhausia
Der Schwanzfleck-Moenkhausia (Moenkhausia dichroura) gehört zur Salmlerfamilie Acestrorhamphidae und kommt weitverbreitet im tropischen Südamerika vor. Sein Verbreitungsgebiet reicht von Guayana und dem Orinoko über das Amazonasbecken bis zum Stromgebiet des Río Paraguay und bis Paranaguá.

## Merkmale
Der Schwanzfleck-Moenkhausia hat einen langgestreckten, seitlich stark abgeflachten Körper und wird zehn Zentimeter lang. Weibchen sind etwas kompakter gebaut, Männchen schlanker, ihre Schwimmblase ist spitzer. Der Schwanzfleck-Moenkhausia ist von silbriger Grundfarbe, der Rücken ist olivgrün, der Bauch weiß. Ein breiter, silbriger Längsstreifen erstreckt sich vom Hinterrand des Kiemendeckels bis zur Schwanzflossenbasis. Der Schwanz ist zweifarbig gemustert, worauf das Art-Epitheton verweist (Gr.: „di“ = zwei, „chroma“ = Farbe + „oura“ = Schwanz). Die mittleren Schwanzflossenstrahlen sind schwärzlich, die Enden der Schwanzflossenloben tiefschwarz mit weißen Spitzen. Weibchen sind im Allgemeinen kräftiger gebaut, Männchen schlanker.
- Flossenformel: Dorsale 11, Anale 25–28.
- Schuppenformel: mLR 34–39, QR 5–5½/3–3½.